# Усерганский кантон
Усерганский кантон (баш. Үҫәргән кантоны) — кантон в составе Башкирской Советской Республики.
Административный центр кантона — с. Зиянчурино, д. Парамоново (с 7 марта 1922 года).

## Географическое положение
Усерганский кантон автономной республики располагался на территории современных Хайбуллинского, Зианчуринского, Зилаирского районов Башкортостана и Кувандыкского района Оренбургской области. Кантон на севере граничил с Бурзян-Тангауровским кантоном, на северо-западе — Кипчакским кантоном, на западе — Оренбургским уездом, а на юге и востоке — Орским уездом.

## История
В декабре 1917 года III Всебашкирский Учредительный курултай принял положение «Об автономном управлении Башкурдистана», согласно которой автономия состояла из девяти кантонов: Барын-Табынский, Бурзян-Тангауровский, Джитировский, Ичкин-Катайский, Кипчакский, Куваканский, Тамьянский, Ток-Чуранский и Усерганский. Название кантона происходит от названия башкирского племени усерган. К началу 1919 года Башкурдистан состоял из 13 кантонов: Аргаяшский, Бурзян-Тангауровский, Джитировский, Дуванский, Кипчакский, Кудейский, Табынский, Кущинский, Тамьян-Катайский, Ток-Чуранский, Усерганский, Юрматынский и Яланский.
По «Соглашению центральной Советской власти с Башкирским правительством о советской автономии Башкирии» от 20 марта 1919 года территория республики состояла из 13 кантонов, в числе которых был и Усерганский кантон.
Усерганский кантон состоял из следующих волостей Орского уезда: 1-й Усерганской, 2-й Усерганской, 3-й Усерганской, 4-й Усерганской, 5-й Усерганской, 6-й Усерганской, Салиховской, Усерган-Хайбуллинской, Самарской, Федоровской, Поимской, Демократической, Кувандыкской, Канчуровской, Куруильской и Чеботаревской. Центром кантона до 1917 года был село Усерган, после Зиянчурино.
В 1918 году уполномоченным Башкирского Правительства в Усерганском кантоне был назначен Х. Н. Ахмеров.
2 октября 1918 года состоялся съезд Башкирского духовного управления под председательством С. Г. Мрясова, в котором Усерганским кантонным казыем был назначен ахун Мирсаяф Алчинбаев.
25 ноября 1919 года в кантоне состоялась первая кантонная партийная конференция.

В 1920—1921 гг. здесь разворачивалось Бурзян-Тангауровское восстание. Несмотря на голод и неурожаи, различные продовольственные отряды стали частыми «гостями» деревень Усерганского кантона, вызывая недовольство народа и являясь основной причиной восстания. Движение крестьян русских сел и хуторов Преображенской волости с центром в селе Чукари-Ивановка Орского уезда началось стихийно. Командиром Повстанческого штаба был Корнил Полонович Крыгин, который объявил: 
«Чукари-Ивановский край находится на военном положении, въезд в повстанческие села и выезд из них разрешается по согласованию с командирами отрядов этих сея.»
 Повстанцы Чукари-Ивановки действовали в двух направлениях — от своего села у речки Алак в сторону Верхнее Назаргулово и в сторону Абишево у речки Карасура выставили конные дозоры. Вскоре восстание было подавлено силами частей БашЧК Стерлитамака и Красной армии Оренбургской губернии.
5 октября 1922 года Усерганский кантон упразднён, а его территория, вместе с территориями Бурзян-Тангауровского и Кипчак-Джитировского кантонов, вошла в состав нового Зилаирского кантона.

## Хозяйство
На 1922 год в кантоне работали 8 амбулаторий и 3 детские больницы. В 1921 году зафиксированы 9 библиотек и 1 изба-читальня.

## Интересные факты
Особый интерес вызывает вопрос так называемого Кувандыкского коридора, образовавшегося в результате состоявшегося в марте 1935 году очередного территориального преобразования. Последнее выразилось в передаче части Зианчуринского района (образован в 1930 г. из Усерганской и Салиховской волостей Зилаирского кантона, ранее существовала Кувандыкская волость в составе Усерганского кантона) Оренбургской области, что привело к уничтожению общих участков границы между Казахстаном и Башкортостаном.